# Street Spirit (Fade Out)
Pour les articles homonymes, voir Fade Out.
Singles de Radiohead
Just (chanson)
(1995) Paranoid Android
(1997)
Street Spirit (Fade Out) (communément appelée Street Spirit) est un single du groupe britannique Radiohead sorti en 1996. Il s'agit du titre qui clôt leur second album The Bends, paru en 1995. C'est l'une des chansons les plus tristes du groupe. Ce single est également remarquable pour sa face B, le morceau Talk Show Host, qui est apparu dans le film Roméo + Juliette.
Cette chanson a aussi été utilisé en tant que bande originale du seinen manga Death Note.[réf. nécessaire].
Thom Yorke a déclaré que les paroles de la chanson avaient été inspirées par le roman de Ben Okri, The Famished Road, paru en 1991, et que la musique a été influencée par R.E.M.

## Clip vidéo
La vidéo promotionnelle pour Street Spirit fut lancée en février 1996 et fut dirigée par Jonathan Glazer, qui allait plus tard réaliser le clip de Karma Police. Elle fut entièrement tournée en noir et blanc, et se distingue par des superpositions de ralentis et d'accélérés. Elle reste aujourd'hui l'un des travaux les plus connus de son réalisateur.

## Liste des pistes

### CD 1
1. "Street Spirit (Fade Out)" – 4:13
2. "Talk Show Host" – 4:14
3. "Bishop's Robes" – 3:25

### CD 2
1. "Street Spirit (Fade Out)" – 4:13
2. "Banana Co." – 2:20
3. "Molasses" – 2:26

## Reprise
Le groupe Stream of Passion joue ce morceau dans l'album The Flame Within. La chanson est également reprise sur l'album Hot Cakes du groupe The Darkness en 2012.
Peter Gabriel l'a inclus dans son album de reprises Scratch My Back.